# Ethiopian Airlines Flight 302
Ethiopian Airlines Flight 302 var en reguljärflygning med Ethiopian Airlines på väg från Etiopiens huvudstad Addis Abeba till Nairobi i Kenya som havererade den 10 mars 2019.

## Olyckans förlopp
Planet lyfte i klart väder från Addis Abeba Bole internationella flygplats klockan 08.38, lokal tid (05:38 UTC), och försvann från radarn sex minuter senare, klockan 08.44. Sex minuter efter att planet lyft tappade planet 2000 meter i höjd och havererade nära Debre Zeit, 62 kilometer från flygplatsen. Ett ögonvittne på platsen såg att det brann intensivt när flygplanet träffade marken. Explosionen och elden var så stark att man inte kunde närma sig planet. Allt blev sönderbränt. 

## Piloterna
Förstepiloten var den etiopiskfödde kenyanen Yared Getachew (Yared Mulugeta), 29, som hade över 8000 flygtimmar. Andrepiloten var Ahmed Nur Mohammod som hade över 200 flygtimmar. De hade bett om att få återvända till flygplatsen i Addis Abeba, efter att ha stött på svårigheter.

## Flygplanet
Planet var ett  Boeing 737 MAX 8 som är ett amerikanskt trafikflygplan för kort- och medeldistansflygningar som för första gången levererades till ett kommersiellt flygbolag i maj 2017. Det är ett av världens mest tekniskt avancerade trafikflygplan.
Olycksplanet byggdes 2018 och flög första gången 30 oktober 2018. Planet hade varit i tjänst hos Ethiopian Airlines sedan 15 november 2018, första kommersiella flygningen genomfördes 17 november 2018 och planet hade fram till olyckan flugit cirka 1200 timmar. Planet var av samma typ som det Lion Air-plan som havererade i Indonesien i oktober 2018, då 189 personer dog. Även då störtade planet bara minuter efter att det hade lyft. Efter den flygplansolyckan skickade flygplanstillverkaren Boeing ut varningar till kunder som köpt deras flygplan Boeing 737 Max att detta oväntat kan störtdyka under flygning.
Två amerikanska piloter har i frivilliga och anonyma säkerhetsrapporter varnat för att flygplanen störtdykt strax efter att de slagit på autopiloten. I båda fallen har piloterna återfått kontroll över planen efter att autopiloten hade kopplats bort.
Det fanns vid olyckstillfället 371 plan av modellen 737 Max 8 i drift världen, men över 5000 plan ska vara beställda från Boeing. Andra flygbolag som redan har denna flygplanstyp är: Norwegian, TUIfly, Aeromexico, Aerolineas Argentinas, American Airlines, Comair, Cayman Airways, Eastar Jet, Flydubai, GECAS, Gol Airlines, Icelandair, Jet Airway, Malindo Air, MIAT Mongolian Airlines, Ryanair, Royal Air Maroc, Southwest Airlines, SMBC Aviation Capital, Turkish Airlines samt de kinesiska flygbolagen Shenzhen Airlines, China Eastern Airlines, Air China, Okay Airways och Kunming Airlines. De kinesiska flygbolagen äger tillsammans 96 Max-plan.

## Utredning
Ethiopian Civil Aviation Authority (ECAA, Amharic: የኢትዮጵያ ሲቪል ኤቪዬሽን ባለሥልጣን) ansvarar för utredningen av civila luftfartsolyckor i Etiopien. Den amerikanska federala flygmyndigheten Federal Aviation Administration deltar i utredningen av Ethiopian Airlines-olyckan på plats i Etiopien.
Planets två svarta lådor hittades dagen efter olyckan.
Amerikanska tjänstemän uppmanade Ethiopian Airlines att skicka lådorna till USA för analys, men Ethiopian Airlines meddelade att de hade bestämt sig för att skicka dem till europeiska säkerhetsexperter istället. 
Företrädare för Tysklands German Federal Bureau of Aircraft Accident Investigation meddelade att de etiopiska myndigheterna hade kontaktat den om att analysera inspelningarna, men byrån hade avböjt eftersom de inte hade den nödvändiga programvaran. 
Den franska luftfartsolycksundersökningsbyrån BEA tillkännagav att den kommer att analysera de svarta lådorna från flygningen.
Enligt bland annat dagstidningen New York Times har utredare genom undersökning av flygplanets färdskrivare kommit fram till att anti stall-systemet på Ethiopian Airlines Flight 302 aktiverats, fått planets nos att peka neråt och  kraschat.

## Passagerarnas och besättningens nationaliteter
Det uppges att 157 personer, 149 passagerare och åtta besättningsmedlemmar, var ombord på planet. Personerna ombord var av 33 olika nationaliteter. FN:s klimatmöte startade dagen efter i Nairobi, åtminstone ett dussintal ombord tros ha varit delegater och medarbetare på FN på väg till mötet. 
| Nationalitet   | Passagerare | Besättning | Totalt | |
| -------------- | ----------- | ---------- | ------ | --- |
| Kenya          | 32          | 1          | 33     | |
| Kanada         | 18          |            |        | En av dessa hade även nigerianskt medborgarskap. |
| Etiopien       | 9           | 7          | 16     | |
| Italien        | 9           |            |        | |
| Kina           | 8           |            |        | |
| USA            | 8           |            |        | |
| Storbritannien | 7           |            |        | |
| Frankrike      | 7           |            |        | |
| Egypten        | 6           |            |        | |
| Tyskland       | 5           |            |        | |
| Laissez-passer | 4           |            |        | |
| Indien         | 4           |            |        | |
| Slovakien      | 4           |            |        | Därav två barn |
| Sverige        | 4           |            |        | Enligt en lista från flygbolaget var tre svenska medborgare. Senare bekräftade UD att fyra svenskar fanns ombord. En man född i Kenya av svenska föräldrar |
| Ryssland       | 3           |            |        | |
| Österrike      | 3           |            |        | |
| Marocko        | 2           |            |        | |
| Israel         | 2           |            |        | |
| Polen          | 2           |            |        | |
| Spanien        | 2           |            |        | |
| Belgien        | 1           |            |        | |
| Djibouti       | 1           |            |        | |
| Indonesien     | 1           |            |        | |
| Irland         | 1           |            |        | |
| Jemen          | 1           |            |        | |
| Moçambique     | 1           |            |        | |
| Nepal          | 1           |            |        | |
| Norge          | 1           |            |        | |
| Rwanda         | 1           |            |        | |
| Saudiarabien   | 1           |            |        | |
| Serbien        | 1           |            |        | |
| Somalia        | 1           |            |        | |
| Sudan          | 1           |            |        | |
| Togo           | 1           |            |        | |
| Uganda         | 1           |            |        | |
| Okänd          | 2           |            |        | |
| TOTALT         | 149         | 8          | 157    | |

Det rapporterades först att det fanns fem holländska dödsoffer, men detta korrigerades senare till att de var fem tyska.

### Notabla dödsoffer
- Pius Adesanmi(en), nigeriansk-kanadensisk författare och professor i engelska vid Carleton University i Ottawa.[15]
- Glato Kodjo, togolesisk botanist, professor i botanik vid University of Lomé.[16]
- Abdishakur Shahad, somalisk diplomat.[17]
- Hussein Swaleh f.d generalsekreterare för Kenyanska fotbollsförbundet.[18]
- Sebastiano Tusa(en), 66 år, italiensk arkeolog och politiker.[19][20]

## Reaktioner
2019 Boeing 737 MAX groundings(en)

### Luftfartsmyndigheters flygförbud
Till följd av de liknande olyckorna med Ethiopian Airlines och Lion Airs plan, som inträffade med samma flygplanstyp med fem månaders mellanrum och då det inte går att utesluta att olyckorna har ett samband, så stoppade vissa flygbolag och länder som en försiktighetsåtgärd flygningar med Boeing 737 MAX 8.
Bland flygbolag som stoppade sina MAX 8-flottor finns Aerolineas Argentinas, Aeromexico, Cayman Airways, Ethiopian Airlines, GOL, MIAT Mongolian Airlines, Royal Air Maroc, och Comair Limited.
Bland de luftfartsmyndigheter som har stoppat alla MAX 8 flygningar under sin jurisdiktion finns Kinas CAAC (inrikesflygningar), Indonesiens DGCA, Mongoliets MCAA,, Sydkoreas Office of Civil Aviation, Singapores CAAS, Tysklands BMVI, Storbritanniens CAA, Australiens CASA samt Malaysias civila luftfartsmyndighet som avbröt alla Boeing 737 MAX-flygningar från och till Malaysia, inklusive transitflygningar.  Även Norge förbjöd plantypen att färdas i landets luftrum. Efter ett beslut i Europeiska unionens byrå för luftfartssäkerhet två dagar efter Ethiopian Airlines-olyckan gäller flygförbud för 737 MAX 8 och 737 MAX 9 i hela Europeiska unionen samt EFTA-länderna och in och ut ur dessa områden. Flygförbudet gäller på obestämd tid fram tills det finns tillräckligt med underlag från haveriutredningarna att fatta ett nytt beslut kring flygplanstypernas flygsäkerhet.
I USA valde luftfartsmyndigheten Federal Aviation Administration till en början att inte stoppa flygplanstypen då det ansågs för tidigt att vidta en sån åtgärd, men har krävt att Boeing genomför förändringar på flygplansmodellen senast i april. Sverige följde amerikanerna och införde aldrig ett eget flygförbud. Staffan Söderberg, chef för sektionen för flygbolag på Transportstyrelsen kommenterade andra länders flygförbud med att "Något sådant förbud är inte aktuellt i Sverige" och att "Flygplanet är säkert att flyga med. Vi har också sett att de svenska flygbolagen verkligen tagit situationen på mycket stort allvar. De gör verkligen sitt yttersta för att säkerställa fullgod flygsäkerhet så det känner vi oss trygga med". Sverige blev dock kort efter detta underställt EU:s flygförbud och Transportstyrelsen meddelade då att myndigheten ställde sig bakom detta beslut. Kort efter avskedades Staffan Söderberg efter kraftig kritik av hans agerande i samband med olyckan.
Tre dagar efter olyckan gick USA:s president Donald Trump ut med att USA beslutat göra samma sak som då 42 andra länder redan gjort: att stoppa flygningar med Boeing 737 Max till dess att olyckan är utredd och eventuella fel åtgärdade. Strax efteråt gick också Boeing ut med en rekommendation om att stoppa alla flygningar med modellen tills orsakerna till olyckorna är kartlagda.

### Beskedet från Boeing om programvaruuppdatering
Flygplanstillverkaren Boeing Commercial Airplanes kom några timmar efter att FAA hade krävt att bolaget genomförde förändringar på flygplansmodellen senast i april, med beskedet att man under flera månader hade arbetat med en förbättring av flygdatormjukvaran, ett arbete som hade pågått sedan Lion Air-olyckan i Indonesien. Boeing nämnde då inte olyckan i Etiopien som en anledning till uppdateringen.

### Boeingaktiens fall
Boeingaktiens kurs sjönk dagen efter Ethiopian Airlines-olyckan med 9 procent på New Yorkbörsen och fortsatte att sjunka med 4 procent dagen efter. Det motsvarar att Boeings aktievärde har minskat med omkring 200 miljarder kronor. Veckorna efter Lion Air-olyckan sjönk Boeings aktiekurs 12 procent, men den hade mer än återhämtat sig då Ethiopian Airlines-olyckan inträffade.

### Kondoleanser
Etiopiens premiärminister Abiy Ahmed Ali skrev på Twitter:
”Våra djupaste kondoleanser till de familjer som har förlorat sina nära och kära”.
Även Kenyas president Uhuru Kenyatta framförde kondoleanser på Twitter.
Etiopien utlyste 11 mars till nationell sorgedag.